# Observatoire radio de Hat Creek
L’observatoire radio de Hat Creek, ou HCRO (en anglais : Hat Creek Radio Observatory) est un radiotélescope contrôlé par le Laboratoire de Radioastronomie de l'Université de Californie à Berkeley. Il se situe à 467 km  au nord-est de San Francisco, à la latitude et longitude 121,4733 W et 40,8178 N, à une altitude de 1 280 m, dans le comté de Shasta.

## Histoire
L'observatoire fut construit dans les années 1950 par le Laboratoire de Radioastronomie nouvellement fondé. Une antenne de 25 m fut construite en 1960, et demeura opérationnelle jusqu'à 1993, lorsqu'elle s'effondra au cours d'une tempête.
Les premières expériences sur l'astronomie à partir d'ondes millimétriques ont été réalisées depuis ce site, à partir des années 1970, lorsqu'on y construisit un interféromètre en deux parties. Entre 1980 et 1985, un interféromètre en trois parties fut construit, auquel on ajouta encore 4 antennes entre 1990 et 1992. Après la perte de la première antenne, trois nouvelles furent ajoutées. Ils constituent l'ensemble BIMA. Les interféromètres furent déplacés durant le printemps 2005 pour s'associer à d'autres antennes millimétriques, dans le cadre du projet Combined Array for Research in Millimeter-wave Astronomy (CARMA), et permettre la construction sur le site du Allen Telescope Array (ATA).